# Vkladomat
Vkladomat, též vkladový bankomat je speciální druh bankomatu, který kromě běžných služeb poskytovaných bankomatem nabízí vklad hotovosti, nebo jde o jednoúčelové zařízení určené k převodu hotových peněz na bankovní účet. Hotové peníze lze vkládat pomocí běžné i specializované vkladové karty. Nejstarší typy vkladomatů nebyly vybaveny čtecím zařízením pro rozpoznávání bankovek, peníze byly vkládány do obálky a přepočítány pracovníkem obsluhujícím vkladomat a až poté byly připsány na účet. Současné vkladomaty rozpoznají bankovky automaticky a peníze jsou připsány na účet buď okamžitě, nebo ve lhůtách platebního styku. Bankomaty většinou pracují pouze s bankovkami a s domácí měnou příslušného státu.

## Vkladomaty v ČR
Službu nabízí ve všech svých bankomatech UniCredit Bank;[zdroj⁠?!] další banky (Česká spořitelna, ČSOB, GE Money Bank, Fio) službu prozatím[kdy?] provozují v řádu desítek kusů.